# Johannes Ruths
Johannes Carl Ruths, född 17 juli 1879 i Karlskrona, död 16 juni 1935, var en svensk ingenjör, uppfinnare och företagare.

## Biografi
Efter studentexamen i Karlskrona 1898 blev Ruths diplomingenjör vid  Tekniska högskolan i Hannover 1903, och Dr.-Ing. där 1908. Han blev konstruktör vid Bosnische Elektrische AG i Wien 1903, var chefsingenjör vid Gräflische Larisch-Mönnich'sche Bergdirektion i Karwin 1904–1907 och vid Krainische Eisenindustriegesellschaft i Assling 1908–1909. Han var delägare i Elektriska och mekaniska prövningsanstalten i Stockholm 1909–1913, och vice verkställande och teknisk direktör vid Kymmene AB i Kouvola 1914–1916.
Ruths uppfann vaporackumulatorn, senare även kallad Ruths ackumulator, och inlämnade 1913 sin första patentansökan relaterad till detta. Han var från 1916 direktör i AB Vaporackumulator, som bildades för att exploatera uppfinningen, och från 1923 företagets verkställande direktör. Från 1928 hette företaget Ruthsaccumulator AB.
Ruths var ledamot av Ingenjörsvetenskapsakademien från dess grundande 1919. Han tilldelades denna akademis stora guldmedalj 1924, första gången den delades ut, med motiveringen för hans uppfinning vaporackumulatorn. Han blev 1930 hedersdoktor vid Charlottenburgs tekniska högskola.
Johannes Ruths är begravd på Danderyds kyrkogård.